# Seznam iranskih nogometašev
Seznam iranskih nogometašev.

## A
- Ahmad Ahi
- Khodadad Azizi

## D
- Ali Daei

## G
- Reza Ghoochannejhad

## K
- Hossein Kaebi
- Ali Karimi

## M
- Mehdi Mahdavikia
- Alireza Mansourian

## N
- Javad Nekounam

## T
- Andranik Teymourian

## Z
- Fereydoon Zandi